# Яван
Ява́н (тадж. Ёвон) — селище міського типу (у 1990-их—2005 — місто) в Таджикистані, центр Яванського району Хатлонської області. Населення 20 тисяч мешканців (перепис 2000). 
Селище розташоване на річці Яван, за 45 км від залізничної станції Вахш. Електрохімічний завод, ТЕЦ.

## Клімат
Селище знаходиться у зоні, котра характеризується середземноморським кліматом. Найтепліший місяць — липень із середньою температурою 26.8 °C (80.2 °F). Найхолодніший місяць — січень, із середньою температурою 1.7 °С (35.1 °F).
| Клімат Явана            | Клімат Явана | Клімат Явана | Клімат Явана | Клімат Явана | Клімат Явана | Клімат Явана | Клімат Явана | Клімат Явана | Клімат Явана | Клімат Явана | Клімат Явана | Клімат Явана | Клімат Явана |
| Показник                | Січ.         | Лют.         | Бер.         | Квіт.        | Трав.        | Черв.        | Лип.         | Серп.        | Вер.         | Жовт.        | Лист.        | Груд.        | Рік          |
| Середня температура, °C | 1,7          | 3,7          | 9,1          | 15,4         | 19,7         | 24,6         | 26,8         | 25,1         | 20,4         | 14,9         | 9,3          | 4,6          | 14,6         |
| Норма опадів, мм        | 63.5         | 74.1         | 107.3        | 99           | 68           | 7.4          | 3.5          | 0.6          | 2.2          | 28.4         | 42.1         | 56.6         | 552.7        |
| Днів з опадами          | 10,2         | 11,4         | 14,1         | 12,5         | 10           | 2,9          | 1,4          | 0,4          | 0,9          | 5            | 6,8          | 9,9          | 85,5         |
| Вологість повітря, %    | 70.8         | 68.9         | 65.5         | 61.9         | 54.5         | 40.4         | 36.8         | 38           | 40.6         | 50.5         | 59.2         | 68           | 54.6         |
| ----------------------- | ------------ | ------------ | ------------ | ------------ | ------------ | ------------ | ------------ | ------------ | ------------ | ------------ | ------------ | ------------ | ------------ |
| Джерело: Weatherbase    |              |              |              |              |              |              |              |              |              |              |              |              |              |